# Peperomia occulta
Peperomia occulta är en pepparväxtart som beskrevs av G.Mathieu. Peperomia occulta ingår i släktet peperomior, och familjen pepparväxter. Inga underarter finns listade i Catalogue of Life.